# Katrina Jade
Katrina Jade (Kalifornia, 1991. október 31.–) amerikai pornószínésznő.

## Élete
Katrina Jade a dél-kaliforniai Mojave-sivatag környékén nőtt fel. Először eladónőként és fodrászként dolgozott a Circuit Citynél, utána visszaköltözött Los Angelesbe, és pornószínésznő lett. Először a Kink.com-on kezdte karrierjét. Férje, Nigel Dictator fotós támogatta őt, és együtt találták ki a művésznevét. 2014. február 7-én debütált a Whipped Ass című leszbikus pornósorozat egyik epizódjában.
Olyan stúdiókkal dolgozott, mint a Jules Jordan Video, a Reality Kings, a Brazzers, a Digital Playground, a Naughty America és a Wicked Pictures. Tetoválásai és piercingjei, valamint a Kink.com-on indult karrierje miatt fétismodellnek is tekintik. Férfiakkal és nőkkel egyaránt forgat.
Jade több AVN-díj jelölést kapott, köztük 2017-ben és 2018-ban az év női előadója jelölést.